# Scleromystax prionotos
Scleromystax prionotos är en fiskart som först beskrevs av Han Nijssen och Isbrücker, 1980.  Scleromystax prionotos ingår i släktet Scleromystax och familjen Callichthyidae. Inga underarter finns listade i Catalogue of Life.